# 里布尼齊亞河

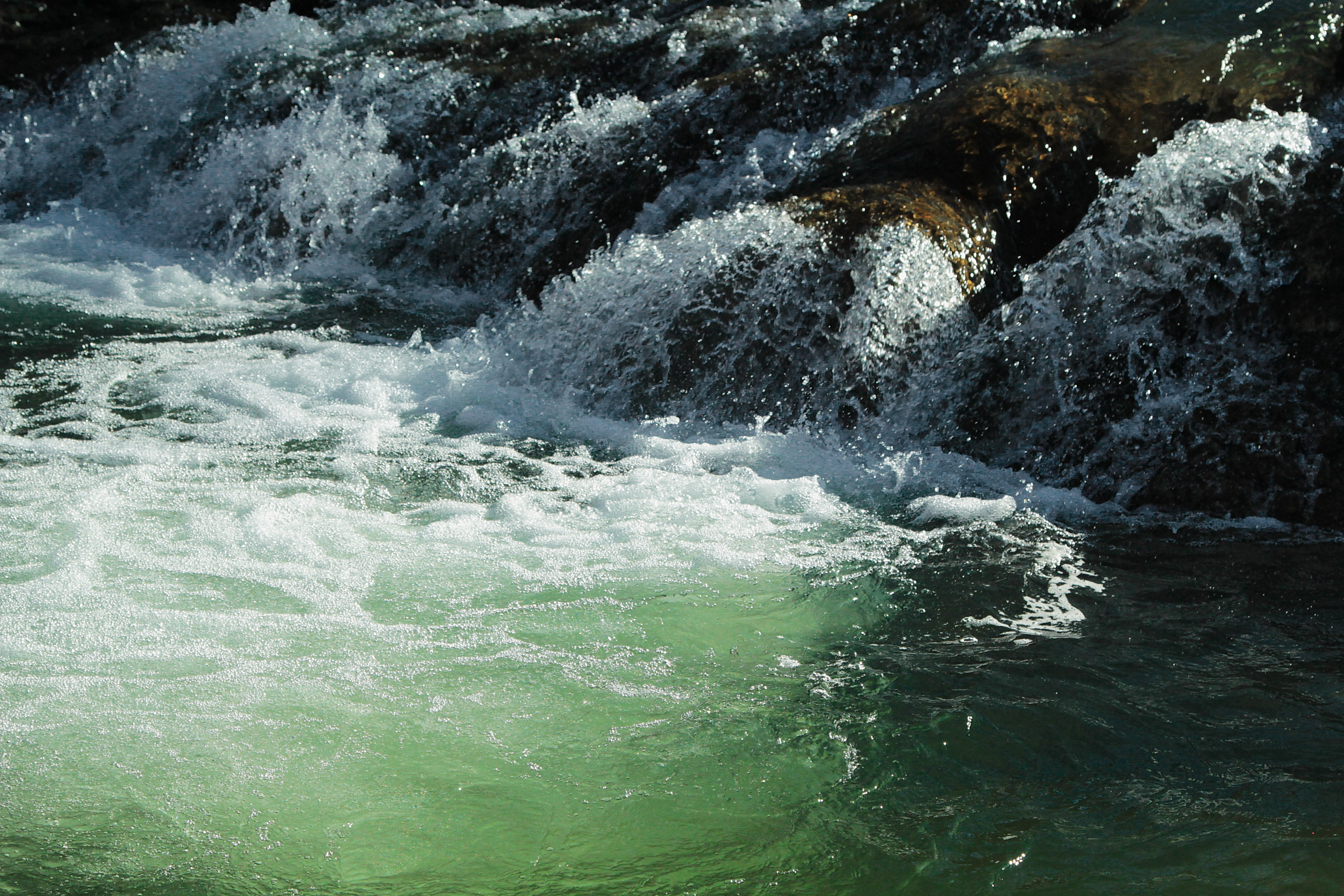

里布尼察河（烏克蘭語：Рибниця），是烏克蘭西部的河流，屬於普魯特河的右支流。該河流經伊萬諾-弗蘭科夫斯克州的科洛梅亞區和科西夫區，河道全長56公里，流域面積291平方公里。